# Kadzinek
Kadzinek – dawniej samodzielna wieś, obecnie część Rejowca Fabrycznego, w województwie lubelskim, w powiecie chełmskim. Leży w centralnej części miasta. Znajduje się tu m.in. park rejowiecki, stadion i Zespół Szkół Samorządowych.
Od 1867 wieś w gminie Rejowiec, w powiecie chełmskim w województwie lubelskim, gdzie 20 października 1933 wszedł w skład nowo utworzonej gromady Majdan Stajne w granicach gminy Rejowiec, składającej się ze wsi Majdan Stajne i Kadzinek.
Podczas II wojny światowej w Generalnym Gubernatorstwie (dystrykt lubelski), gdzie wraz z Majdanem Stajnem w 1943 roku liczył 361 mieszkańców. Po wojnie powrócono do stanu sprzed wojny, a Kadzinek nadal stanowił część gromady Majdan Stajne, jednej z 25 gromad gminy Rejowiec w województwie lubelskim
W związku z reorganizacją administracji wiejskiej jesienią 1954 Kadzinek (jako część gromady Majdan Stajne) wszedł w skład nowo utworzonej gromady Morawinek w powiecie chełmskim, dla której ustalono 26 członków gromadzkiej rady narodowej.
1 stycznia 1958 gromadę Morawinek przekształcono w osiedle o nazwie Rejowiec Fabryczny, przez co Kadzinek stał się integralną częścią Rejowca Fabrycznego, a w związku z nadaniem Rejowcowi Fabrycznemu praw miejskich 18 lipca 1962 – częścią miasta.